# Jacint Labaila i González
Jacint Labaila i González (València, 1833 - València, 1895) fou un poeta i escriptor valencià.
Es llicencià en dret el 1856 i fou membre d'El Liceu de València. Va escriure poesia en català i teatre en castellà, així com algun llibret de sarsuela musicat per Josep Jordà i Valor. El 1868 fou mantenidor dels Jocs Florals de Barcelona i, influït per la Renaixença catalana, el 1878 fundà la societat Lo Rat Penat amb Constantí Llombart i Teodor Llorente i Olivares. De 1880 a 1881 fou president de Lo Rat Penat, i va obtenir la flor natural als Jocs Florals de 1882.

## Obres

### Poesia
- Flors del Túria (1868)
- Flors del meu hort (1882)
- Cant a Teresa, traducció al català de José de Espronceda.
- Prech a la Verge: Salve valenciana, musicat per Asenjo Barbieri

### Teatre
- El arte de hacerse amar (1856)
- La nave sin piloto (1861)
- ¿Me entiende usted? (1867)
- ¡Ojo al Cristo! (1886)
- Los comuneros de Cataluña (1871)
- El rey se divierte traduït al castellà de Victor Hugo